# Verena Diener
Pour les articles homonymes, voir Diener.
 (juin 2024).
Si vous disposez d'ouvrages ou d'articles de référence ou si vous connaissez des sites web de qualité traitant du thème abordé ici, merci de compléter l'article en donnant les références utiles à sa vérifiabilité et en les liant à la section « Notes et références ».
Verena Diener, née le 27 mars 1949 à Zurich (originaire de Maur) et morte le 28 juin 2024, est une femme politique suisse, membre des Verts jusqu'en 2004, puis membre fondatrice des Vert'libéraux. Elle est députée du canton de Zurich au Conseil national de 1987 à 1998, puis au Conseil des États de 2007 à 2015.

## Biographie
Originaire de Maur et née le 27 mars 1949 à Zurich, Verena Diener grandit à Flaach. Enseignante d'école primaire et thérapeute pour dyslexiques, elle est également active comme professeure d'écologie.
Elle est veuve, mère de deux filles, et elle s'occupe également de deux enfants placés.
Verena Diener meurt le 28 juin 2024 à l'âge de 75 ans.

## Parcours politique
Membre des Verts, elle préside le parti entre 1992 et 1995. En 1987, elle est élue au Conseil national où elle siège jusqu'en 1998. En avril 1995, elle entre au gouvernement du canton de Zurich, où elle assume pendant douze ans la direction de la santé publique. À son départ en mai 2007, ni Les Verts, ni les Vert'libéraux ne parviennent à conserver son siège.
En 2004, Verena Diener quitte Les Verts en raison de divergences politiques et fonde avec le conseiller national zurichois Martin Bäumle les Vert'libéraux du canton de Zurich.
Lors des élections fédérales de 2007, elle se présente aussi bien au Conseil national qu'au Conseil des États sous les couleurs du nouveau parti. Elle est élue au Conseil national après dix ans d'absence, alors qu'elle occupait la dernière place sur la liste du parti, et termine quatrième à l'issue du premier tour de l'élection au Conseil des États. Dans la perspective du deuxième tour, des pourparlers ont lieu sans succès entre les Vert'libéraux et le Parti socialiste pour choisir un candidat commun afin d'affronter le président de l'Union démocratique du centre, Ueli Maurer. Dans un premier temps, la candidate socialiste Chantal Galladé, qui a obtenu plus de voix que Diener, maintient sa candidature. Elle la retire toutefois après que Diener annonce également le maintien de sa candidature. Le 25 novembre, Diener l'emporte au deuxième tour avec 199 594 voix, soit près de 30 000 voix d'avance sur Maurer. Dès lors, elle siège au Conseil des États dans le groupe PDC/PEV/PVL.

## Autres mandats
Verena Diener est membre du comité directeur de la Ligue pulmonaire suisse depuis novembre 2015.